# A törökfejes kopja (film)
A törökfejes kopja 1973-ban készült, 1974-ben bemutatott magyar történelmi kalandfilm, amely Kolozsvári Grandpierre Emil regénye alapján készült.

## Cselekmény
A török hódoltság idejében (1560 táján) a Bakony alján  a hatéves  Csapó „Kopjás” Dani rejtekhelyéről végignézte apja megölését, édesanyja elhurcolását és a házuk felgyújtását. A török rablók elvonulása után a kisfiú egy kopjára véste a gyilkos képmását, hogy felnővén később bosszút állhasson. Ez volt az a kor, amikor a jobbágyok egyszerre szenvedték a török harácsolást, az idegen zsoldosok sarcolását és a földesurak adóit. Kopjás Dani társakat gyűjtött, akiket a törökök és a németek ellen is harcba vitt. A fiatalember a kopjavetés mestere lett. Visszafoglalták Vastagpalánk várát, és felszabadították Szabadlak községét is. Eljött az a nap is, amikor végre szemtől szembe állhatott apja gyilkosával.

## Szereplők
- Kopjás Dani – Vas-Zoltán Iván[4]
- Borka – Szerencsi Éva
- Menyhért – Ivánka Csaba
- Bíróné – Fónay Márta
- Bíró – Basilides Zoltán
- Akibár aga – Koncz Gábor
- Panzerkopf kapitány – Inke László
- Cigány Tódor – Szurdi Miklós
- Dénes bácsi – Solti Bertalan
- Ábrahám – Zenthe Ferenc
- Habil defterdár – Gáti József
- Köcsög Pista – Helyey László

## Televíziós megjelenés
M1, M2, HBO, Szolnok TV, TV2 (1. logó), Duna TV, Filmmúzeum, Duna World, Magyar Mozi TV